# サラ・デュモン
サラ・デュモン（1990年4月10日 - ）は、アメリカの女優・モデルで、映画『ゾンビーワールドへようこそ』で主役の一人を演じたことで知られている。また、映画『ドン・ジョン』や『The Royals』シリーズにも出演した。

## 初期の人生とキャリア
デュモンは、カリフォルニア州サンディエゴで生まれ、高校を中退した後、ファッションモデルとしてのキャリアをスタートさせた   。2009年には『Melrose Place』シリーズに出演した 。
2013年、デュモンはロマンティック・コメディ映画『ドン・ジョン』で、ジョセフ・ゴードン=レヴィットと共演し、シークインズ役を演じた  。また、『エージェント・オブ・シールド』にも出演している 。
2014年、デュモンは映画『Acid Girls』で主役を演じた後、『Dads』、『The Rebels』、『Bad Ass 2: Bad Asses』、『Tbilisi, I Love You』、『Mixology』、『Oh, You Pretty Things!』、『Friends with Better Lives』、『君がくれた恋のシナリオ』、『The League』などに出演した  。
2015年、デュモンは、タイ・シェリダン、ローガン・ミラー、ジョーイ・モーガン、デヴィッド・ケックナーとともに、ホラー・コメディ映画『ゾンビーワールドへようこそ』で、主役の一人デニス・ルッソを演じた  。本作はクリストファー・B・ランドンが監督を務め、パラマウント・ピクチャーズから2015年10月30日に公開された。また『The Royals』シリーズにも出演している。

## フィルモグラフィ

### 映画
| 年     | 作品名                       | 役             | 備考       |
| ------ | ---------------------------- | -------------- | ---------- |
| 2013年 | ドン・ジョン                 | シークインズ   |            |
| 2014年 | Acid Girls                   | パイク         |            |
| 2014年 | Bad Ass 2: Bad Asses         | ジェシカ       | ビデオ映画 |
| 2014年 | Tbilisi, I Love You          | Freedom        |            |
| 2014年 | 君がくれた恋のシナリオ       | Cute Girl      |            |
| 2015年 | ゾンビーワールドへようこそへ | デニス・ルッソ |            |
| 2016年 | Rise                         | Pleasure Model | 短篇映画   |
| 2017年 | マイナス21℃                  | サラ           |            |
| 2017年 | Serpent                      | Gweneth Kealey |            |
| 2020   | BAB                          | バブ           |            |
| TBA    | Drive All Night              | モーガン       |            |

### テレビ
| 年     | 作品名                       | 役                     | 備考        |
| ------ | ---------------------------- | ---------------------- | ----------- |
| 2009年 | Melrose Place                | セレステ               | 1エピソード |
| 2012年 | CSI:科学捜査班               | ヴィッキー・シェルドン | 1エピソード |
| 2013年 | エージェント・オブ・シールド | Beautiful Woman        | 1エピソード |
| 2014年 | Dads                         | Hot Girl/ジェーン      | 2エピソード |
| 2014年 | The Rebels                   | Beautiful Girl         | 1エピソード |
| 2014年 | Mixology                     | Tube Top Girl          | 1エピソード |
| 2014年 | Oh, You Pretty Things!       | Tennessee Mills        | 9エピソード |
| 2014年 | Friends with Better Lives    | エマ                   | 1エピソード |
| 2014年 | The League                   | エマ                   | 1エピソード |
| 2015年 | The Royals                   | Mandy / Samantha       | 7エピソード |
| 2016年 | スーパーストア               | ニッキ                 | 1エピソード |
| 2018年 | The Oath                     | ケイト・ミラー         | 6エピソード |
| 2018年 | HAWAII FIVE-0                | ジュリア・バーグ       | 1エピソード |